# Juristenball-Tänze
Juristenball-Tänze ist ein Walzer von Johann Strauss (Sohn) (op. 177). Das Werk wurde am 14. Januar 1856 im Sofienbad-Saal in Wien erstmals aufgeführt.